# Manuel de Blas
Manuel de Blas Muñoz (n. Badajoz, 12 de abril de 1941) es un actor español de cine, teatro y televisión. Ha intervenido en más de 200 películas y  ha dado vida a un sinnúmero de personajes inmortales sobre las tablas.

## Biografía
Manuel de Blas nació en Badajoz, en 1941. Pasó su infancia en Córdoba y se trasladó a Madrid para estudiar Ciencias Políticas. Alternó estos estudios con los de interpretación en la Escuela Oficial de Cinematografía y debutó en el cine en el año 1961 con un pequeño papel en la película Rosa de Lima, de José María Elorrieta. 
En los años 60 y 70 su trabajo se centró en las coproducciones y cine de género fantástico, y es en los 80 cuando se produjo un cambio selectivo que se nota tanto en su trabajo teatral como en el cinematográfico y colaboró con los mejores directores españoles del momento, entre las que destacó su trabajo con Jaime Camino en la película Dragon Rapide (1986).
De Blas es un actor de largo recorrido con películas como Redondela (1987), Don Juan en los infiernos (1991), Chevrolet (1997), Goya en Burdeos (1999), Arderás conmigo (2002), La piel de la tierra (2004), Los fantasmas de Goya (2006)  La conjura de El Escorial (2008), Cristobal Colón , el descubrimiento(1992)
De igual modo, en televisión ha participado en Estudio 1 (1964-1982), Teresa de Jesús (1984), Los jinetes del alba (1990), ¡Ay, Señor, Señor! (1994-1995), Hospital Central (2001), Padre Coraje (2002), Aquí no hay quien viva (2003), Motivos personales (2005) y Amar en tiempos revueltos (2006), así como en El internado (2007-2010), como Saúl Pérez Sabán "El Viejo", en Cuéntame cómo pasó (2010), en La Duquesa (2010), caracterizando a Jacobo Fitz-James Stuart y Falcó, en Gran Hotel (2011), y en Gran Reserva. El origen (2013).
Actor forjado en teatro, siempre ha sido intérprete de la confianza de prestigiosos directores como Víctor García, Miguel Narros, Lluís Pasqual , Robert Wilson, John Strasberg , Mario Gas , Tomaz Pandur .Sus interpretaciones más recordadas son  Seis personajes en busca de un autor , La señora Tártara, Final de Partida , El público , La señorita de Trevélez .Luces de Bohemia, El canto del cisne .
En 1967 se casó con la actriz Patty Shepard, a la que conoció en el rodaje de Cita en Navarra.

## Premios
- Premio Ercilla como Mejor intérprete teatral por la obra La señorita de Trevélez (1991)[3]
- Premio Nacional de Teatro (1992)[4]
- Premio Festival de Palencia por la obra Galileo (1999)
- Finalista al Premio Ercilla como Mejor interpreté teatral por la obra La caída de los dioses (2011)
- Premio Actúa otorgado por AISGE (2019)[5]
- Premio Nosferatu del Festival de Cine de Sitges (2020)[2]

## Teatro
- Los físicos (1965), de Friedrich Dürrenmatt.
- Antígona (1974), de Jean Anouilh.
- Tauromaquia (1975), de Juan Antonio Castro.
- El lindo don Diego (1980), de Agustín Moreto.[6]
- Lisistrata (1980), de Aristófanes.
- La señora Tártara (1980), de Francisco Nieva.
- Fedra (1981), de Séneca.
- Cristóbal Colón (1981), de Alberto Miralles.
- Mariana Pineda (1982), de Federico García Lorca.
- Seis personajes en busca de un autor (1982), de Luigi Pirandello.
- El cementerio de los pájaros (1982), de Antonio Gala.
- Don Juan Tenorio (1983), de José Zorrilla.
- Fuenteovejuna (1984), de Lope de Vega.
- Final de partida (1984), de Samuel Beckett.
- Woyzeck (1985), de Georg Büchner.
- La última luna menguante (1986), de William M. Hoffman.
- El público (1987), de Federico García Lorca.
- Thriller imposible (1991), de Ángel García Suárez.[7]
- Otelo (1993), de William Skakespeare.
- El sueño de la razón (1994), de Antonio Buero Vallejo.
- El botín (1997), de Joe Orton.
- Luces de bohemia (1998), de Valle-Inclán.
- El gran teatro del mundo (1998), de Calderon de la Barca.
- El derribo (1998), de Gerardo Malla.
- Galileo (1999), de Bertolt Brecht.
- Odio a Hamlet (1999), de Paul Rudnik.
- Las troyanas (2001), de Euripides.
- Madrugada (2001), de Antonio Buero Vallejo.
- Los puentes de Madison  (2002).
- El adefesio (2003), de Rafael Alberti.
- Romance de Lobos (2005), de Ramón Valle-Inclán.
- El sí de las niñas (2007), de Leandro Fernández de Moratín.
- La dama del mar (2008), de Henrik Ibsen, con Ángela Molina.
- Regreso al hogar (2009), de Harold Pinter.
- Tórtolas, crepúsculo y... telón (2010), de Francisco Nieva.
- La caída de los dioses (2011), de Luchino Visconti.[8]
- La venganza de don Mendo (2012), de Pedro Muñoz Seca.
- Salomé (2016), de Oscar Wilde.
- Todos pájaros (2024), de Wajdi Mouawad.

## Filmografía parcial
| - Rosa de Lima (1961) - Los oficios de Cándido (1965) - El hombre de Marrakech (1966) - Cita en Navarra (1967) - Los amores difíciles (1967) - Los chicos con las chicas (1967) - Sharon vestida de rojo (1968) - Las secretarias (1968) - Cover Girl (1968) - Cruzada en la mar (1968) - Abuelo Made in Spain (1969) - ¿Por qué te engaña tu marido? (1969) - El coleccionista de cadáveres (1970) - Los monstruos del terror (1970) - Manos torpes (1970) - El dinero tiene miedo (1970) - Black story (La historia negra de Peter P. Peter) (1971) - La chica del Molino Rojo (1973) - La curiosa (1973) - El jorobado de la Morgue (1973) - Y si no, nos enfadamos (1974) - Los muertos, la carne y el diablo (1974) - El blanco, el amarillo y el negro (1975) - Pepito Piscinas (1976) - El perro (1977) - ¡Susana quiere perder... eso! (1977) - Los viajeros del atardecer (1979) - Cinco tenedores (1980) - Demasiado para Gálvez (1981) - Freda (1981) - Juana la loca... de vez en cuando (1983) | - Marbella, un golpe de cinco estrellas (1985) - Dragon Rapide (1986) - El Lute: Camina o revienta (1987) - El túnel (1988) - La noche oscura (1989) - Barcelona, lament (1990) - Don Juan en los infiernos (1991) - Mujeres a flor de piel (1995) - Chevrolet (1997) - Goya en Burdeos (1999) - Gitano (2000) - La voz de su amo (2001) - Padre Coraje (2002) - Arderás conmigo (2002) - Piedras (2002) - La piel de la tierra (2004) - Un rey en La Habana (2005) - Los fantasmas de Goya (2006) - La conjura de El Escorial (2008) - Un ajuste de cuentas (2009) - Dos billetes (2009) - El ángel de Budapest (2011) - XP3D (2011) - Gran Hotel (serie de televisión) (2011) - Gran Reserva: El origen (2013) - Cantinflas (2014) - Francisco: El padre Jorge (2015) - Sordo (2018) - Uncharted (película) (2022) - Que nadie duerma (2023) - Anatema (2024) |